# The Discoverie of Witchcraft
Découverte de la sorcellerie
The Discoverie of Witchcraft, wherein the Lewde dealing of Witches and Witchmongers is notablie detected, in sixteen books (littéralement : « La Divulgation de la sorcellerie, où les agissements indécents des sorcières et de ceux qui font commerce de sorcellerie sont révélés au grand jour, en seize livres ») est un ouvrage de l'écrivain et gentilhomme anglais Reginald Scot publié en 1584. Partiellement sceptique, ce livre est un exposé sur la sorcellerie ; il contient une petite section décrivant comment un public peut se faire arnaquer par un charlatan, ce qui est considéré comme l'une des premières sources écrite sur la prestidigitation.

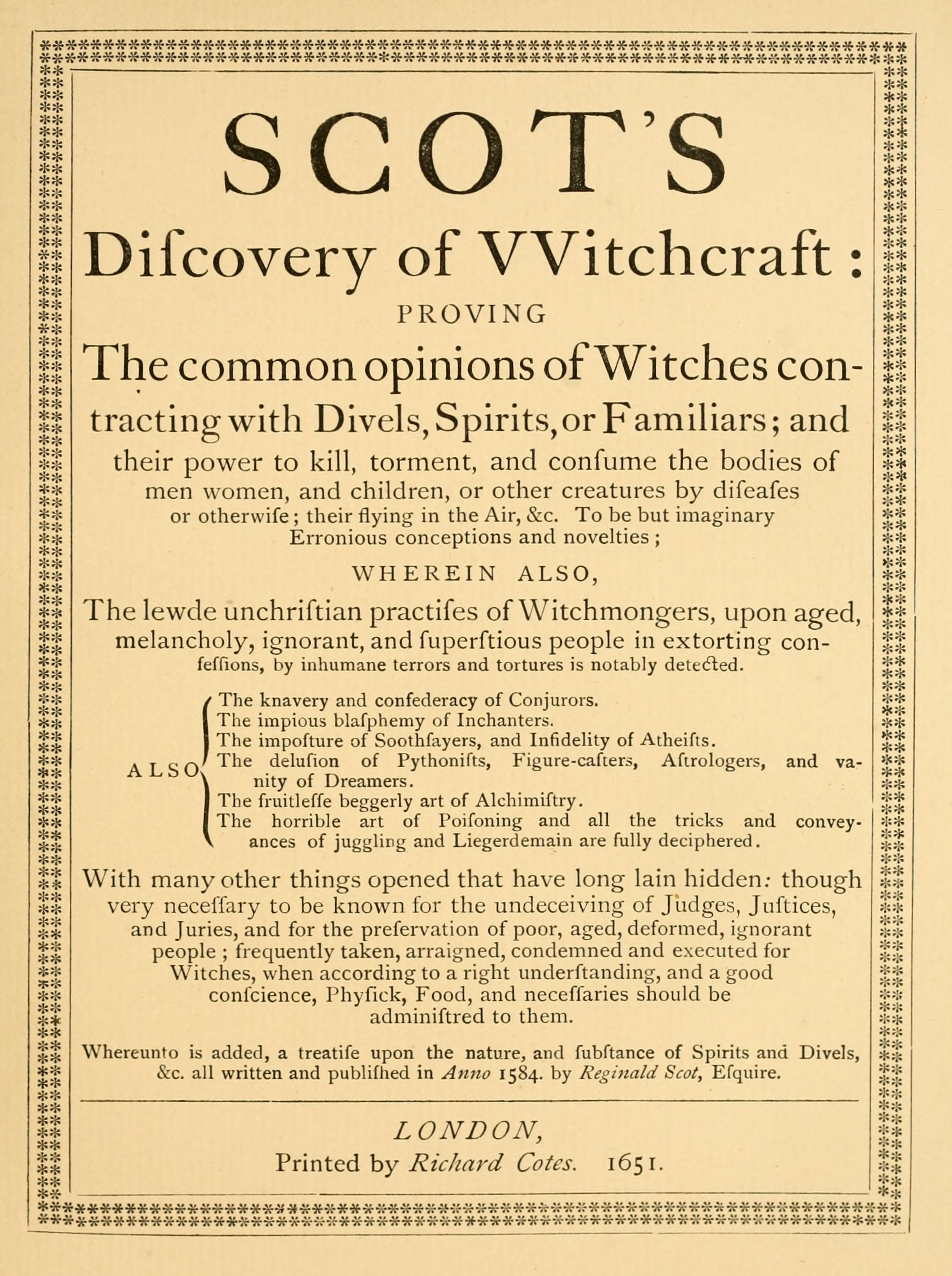
Reproduction de 1886 de la page de titre de l'édition de 1651.

En réalité, l'ouvrage français, La première partie des subtiles et plaisantes inventions de I. Prevost fut publié en janvier de la même année. The discoverie of witchcraft ayant été, vraisemblablement, publié plus tard dans l'année, il le précède de quelques semaines, voire quelques mois.
Scot croyait que la persécution des prétendus sorciers était irrationnelle et anti-chrétienne, et tenait l'Église catholique pour responsable.

## Œuvre
Le livre de Scot est intitulé (traduction littérale du titre anglais) La Divulgation de la sorcellerie, où les agissements indécents des sorcières et de ceux qui font commerce de sorcellerie sont révélés au grand jour, en seize livres… comportant un Traité sur la Nature et la Substance des Esprits et Démons. À la fin du volume, l'imprimeur donne son nom : William Brome.
Il est dédié à quatre personnes : à Sir Roger Manwood, juriste, au cousin de Scot, Sir Thomas Scot, à John Coldwell, alors doyen de Rochester, et à William Redman, alors archidiacre de Canterbury ; il est aussi finalement dédié « aux lecteurs ». Scot énumère 212 auteurs dont il a consulté les travaux en latin, dont beaucoup d'écrivains grecs et arabes, ainsi que 23 autres en anglais, dont John Bale, John Foxe et Abraham Fleming. Mais le travail de Scot ne se base pas seulement sur des écrits. Il étudie les superstitions concernant la sorcellerie dans les tribunaux, où la persécution des sorcières est incessante, ainsi que dans différents villages, où la croyance dans la sorcellerie fleurit de diverses manières.
Il s'attelle à prouver que la croyance en la sorcellerie et la magie est rejetée par la raison et la religion, et que les manifestations spirituelles ne sont que des impostures délibérées ou des illusions dues à des perturbations cognitives chez l'observateur. Son but est d'éviter la persécution des personnes âgées, pauvres et des simplets, qui sont souvent accusés d'être des sorciers. Il accuse largement l'Église catholique romaine d'entretenir cette superstition, et attaque des écrivains comme Jean Bodin (1530–1596), auteur de Démonomanie des Sorciers (Paris, 1580), et Jacobus Sprenger, supposé coauteur de Malleus Maleficarum (Nuremberg, 1494).
Il adopte les points de vue de Cornelius Agrippa et Johann Weyer, auteur de De Præstigiis Demonum (Bâle, 1566), et les traite avec respect. Il croit aussi en des superstitions contemporaines, liées à la médecine et à l'astrologie, comme les vertus des cornes de licorne ou l'origine divine des pierres précieuses. Le livre raconte aussi des histoires sur d'étranges phénomènes s'étant produits dans un contexte religieux. Le démon et sa capacité à absorber les âmes y prennent place. De même, on y trouve des histoires de magiciens au pouvoirs surnaturels se produisant devant les cours de rois.

## Influence
L'œuvre devient une encyclopédie exhaustive des croyances de l'époque sur la sorcellerie, les esprits, l'alchimie, la magie et la prestidigitation, tout en attirant l'attention d'un large public sur son scepticisme à propos de la sorcellerie. William Shakespeare s'appuie sur son étude du livre de Scot pour les esquisses des sorcières de Macbeth, tout comme Thomas Middleton pour sa pièce La Sorcière. Le chapitre sur les tours de magie sera largement plagié, et constitue des parties conséquentes (parfois presque tout) des livres de magie anglais des XVIIe et XVIIIe siècles.

## Controverses
En quelques années, le débat sur la sorcellerie s'anime grandement. Gabriel Harvey, dans Pierce's Supererogation, en 1593, écrit :

« La Découverte de la sorcellerie, de Scot, démasque diverses impostures insignes, et dans certains chapitres principaux, et des passages particuliers, va droit au cœur de la question avec un témoin ; j'aurais cependant pu souhaiter qu'il eût traité Monsieur Bodin avec un peu plus de courtoisie, ou qu'il eût réfuté ses arguments avec plus d'efficacité. »

Plusieurs auteurs, principalement protestants, défendent alors les croyances de l'époque sur les sorcières. Après que George Gifford, dans deux travaux publiés en 1587 et 1593, et William Perkins commencent à réfuter Scot, Jacques Ier d'Angleterre continue avec Daemonologie (1597), où il qualifie les opinions de Weyer et de Scot de « condamnables ». À son accession au trône d'Angleterre, il va plus loin en ordonnant que toutes les copies de Discoverie soient brûlées. John Rainolds dans Censura Librorum Apocryphoru (1611), Richard Bernard dans Guide to Grand Jurymen (1627), Joseph Glanvill dans Philosophical Considerations touching Witches and Witchcraft (1666), et Meric Casaubon dans Credulity and Uncredulity (1668), continuent d'attaquer la position de Scot, qui sera défendu par Thomas Ady dans A Treatise concerning the Nature of Witches and Witchcraft (1656), et par John Webster dans The Displaying of Supposed Witchcraft (1677).
L'historien Keith Thomas considère que la position sceptique de Scot conserve l'autorité dans le débat. Cette position est prise par d'autres, comme Samuel Harshnet et le médecin John Harvey, dans leurs propres écrits, et est connue de sceptiques typiques comme Henry Oxinden. D'un autre côté, les sceptiques sont en minorité à l'époque où la controverse fait rage, et ils sont en sous-nombre dans leur profession, particulièrement dans le domaine de l'éducation, où la croyance dans la sorcellerie est bien ancrée.

## Éditions ultérieures
À l'étranger, le livre reçoit de bonnes critiques. Une traduction en néerlandais, publiée par Thomas Basson, un éditeur anglais habitant à Leyde, parait en 1609. Elle est plébiscitée par les professeurs et est dédiée aux donateurs de l'université de Leyde, ainsi qu'au maire de la ville. Une seconde édition, publiée par le fils du premier éditeur, G. Besson, est imprimée à Leyde en 1637.
En 1651, le livre est réédité deux fois à Londres au format In-quarto par Richard Cotes. Les deux versions diffèrent leur page de titre. D'autres rééditions suivent, en 1654, puis en 1665, incluant neuf nouveaux chapitres, et à laquelle un autre livre est ajouté, The Discourse on Devils and Spirits. En 1886, Brinsley Nicholson réimprime la version originale de 1584 avec les ajouts de 1665.